# Cimetière du Montparnasse
48°50′16″N 2°19′42″Ø / 48.83778°N 2.32833°Ø
Cimetière du Montparnasse (Montparnasse kirkegård) er en af Paris' fire store kirkegårde. Mange berømtheder, først og fremmest franske kulturpersonligheder, ligger begravet her. Kirkegården ligger, som navnet angiver, i bydelen Montparnasse, og blev åbnet for offentligheden i 1824.

## Personer begravet på kirkegården
- Aleksandr Alekhin, (død 1946) verdensmester i skak
- Georges Auric, (død 1983) komponist
- Théodore de Banville, (død 1891) digter
- Raymond Barre, (død 2007) statsminister
- Frédéric Bartholdi, (død 1904) billedhugger
- Charles Baudelaire, (død 1867) poet
- Jean Baudrillard, (død 2007), filosof
- Simone de Beauvoir, (død 1986) filosof
- Samuel Beckett, (død 1989) forfatter
- William-Adolphe Bouguereau, (død 1905) kunstner
- Antoine Bourdelle, (død 1929) billedhugger
- Constantin Brancusi, (død 1957) billedhugger
- Aristide Cavaillé-Coll, (1811-1899) orgelbygger
- Jacques Chirac (1932-2019) politiker, Frankrigs præsident
- André Citroën, (død 1935) bilkonstruktør
- Gaspard-Gustave Coriolis, (død 1843) matematiker og ingeniør
- Maurice Couve de Murville, (død 1999), statsminister
- Julio Cortázar,  (død 1984) argentinsk forfatter, født i Belgien
- Aimé-Jules Dalou, (død 1902) billedhugger
- Jacques Demy, (død 1990) filmregissør og -producent
- Paul Deschanel, (død 1922) præsident
- Robert Desnos, (død 1945) poet

- Porfirio Díaz, (død 1915) præsident i Mexico
- Alfred Dreyfus, (død 1935) officer
- Marguerite Duras, (død 1996) forfatter
- Émile Durkheim, (død 1917) sociolog
- Henri Fantin-Latour, (død 1904) kunstner
- Léon-Paul Fargue, (død 1947) poet
- Ernest Flammarion, (død 1936) forlægger
- César Franck, (død 1890) komponist
- Othon Friesz, (død 1949) maler
- Serge Gainsbourg, (død 1991) sanger
- Charles Garnier, (død 1898) arkitekt
- François Gérard, (død 1837) kunstner
- Alexandre Guilmant, (død 1911) komponist
- Brassaï (Gyula Halasz), (død 1984) fotograf
- Jean-Antoine Houdon, (død 1828) billedhugger
- Joris-Karl Huysmans, (død 1907) forfatter
- Eugène Ionesco, (død 1994) forfatter
- Antoine Laurent de Jussieu, (død 1836) botaniker
- Joseph Kessel, (død 1979) forfatter
- Adamantios Korais, (død 1833) græsk forfatter og filosof
- Jean-Baptiste de Lamarck, (død 1829) biolog
- Pierre Larousse, (død 1875) leksikonredaktør
- Charles Louis Alphonse Laveran, (død 1922), læge

- Urbain Le Verrier, (død 1877) matematiker og astronom
- André Lhote, (død 1962) maler og billedhugger
- Guy de Maupassant, (død 1893) forfatter
- Vatslav Nizjinskij, (død 1950) danser
- Philippe Noiret, (død 2006), skuespiller
- Mathieu Orfila, (død 1853), toksikolog
- Jean-Claude Pascal, (død 1992), sanger og skuespiller
- Henri Poincaré, (død 1912) matematiker
- Pierre-Joseph Proudhon, (død 1865) anarkistisk teoretiker

- Edgar Quinet, (død 1875), forfatter og historiker
- Man Ray, (død 1976) kunstner
- Paul Reynaud, (død 1966)  politiker
- Eric Rohmer, (død 2010) filmskaber
- François Rude, (død 1855) billedhugger
- Charles Augustin Sainte-Beuve, (død 1869) forfatter
- Camille Saint-Saëns, (død 1921) komponist

- Jean-Paul Sartre, (død 1980) filosof
- Susan Sontag, (død 2004) amerikansk forfatter
- Chaïm Soutine, (død 1943) maler
- Henri Troyat, (død 2007) forfatter
- Tristan Tzara, (død 1963) forfatter
- César Vallejo, (død 1938), peruansk digter
- Louis Vierne, (død 1937), komponist
- Adolphe Willette, (død 1926) kunstner
- Ossip Zadkine, (død 1967) billedhugger